# ويم فان دير فورت
ويليم «ويم» فان دير فورت (بالهولندية: Wim van der Voort)‏ (من مواليد 24 مارس 1923 - 23 أكتوبر 2016) لاعب تزلج سريع هولندي الجنسية. في دورة الألعاب الأولمبية الشتوية 1952 حصل فورت على الميدالية الفضية في سباق 1500. حصل على الميدالية البرونزية عام 1953 في بطولة التزلج للرجال، والميداليات الفضية في 1951 و 1953 في بطولة أوروبا للتزلج السريع للرجال.

## روابط خارجية
- ويم فان دير فورت على موقع IMDb (الإنجليزية)
- ويم فان دير فورت على موقع SpeedSkatingBase.eu (الإنجليزية)
- ويم فان دير فورت على موقع SpeedSkatingNews.info (الإنجليزية)
- ويم فان دير فورت على موقع SpeedSkatingStats.com (الإنجليزية)
- ويم فان دير فورت على موقع اللجنة الأولمبية الدولية (الإنجليزية)
- ويم فان دير فورت على موقع أوليمبيديا (الإنجليزية)